# 1984年夏季奥林匹克运动会海地代表团
1984年夏季奥林匹克运动会海地代表团是海地派出的1984年夏季奥林匹克运动会代表团。